# Madhuca bourdillonii
Madhuca bourdillonii är en tvåhjärtbladig växtart som först beskrevs av James Sykes Gamble, och fick sitt nu gällande namn av Herman Johannes Lam. Madhuca bourdillonii ingår i släktet Madhuca och familjen Sapotaceae. IUCN kategoriserar arten globalt som starkt hotad. Inga underarter finns listade i Catalogue of Life.

## Bildgalleri

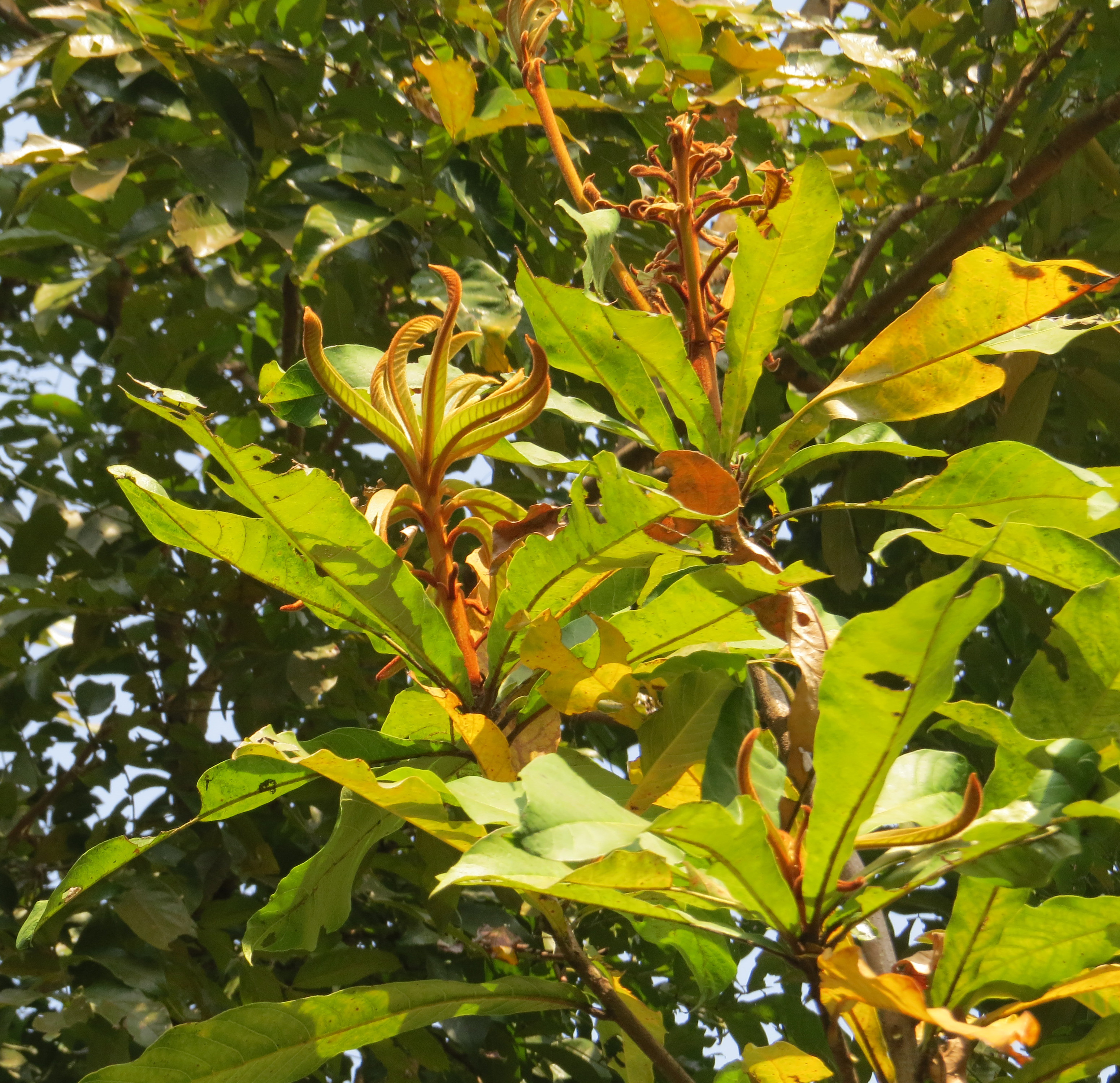